# ホワイトプライド
ホワイトプライド（英: White pride）は、主にアメリカ合衆国に拠点を置く白人至上主義団体が使用しているスローガン。「白人の誇り」という意味であるが、人種差別的な意味合いが強い。

## 概要
社会学者のベティー・A、ドブラッツ、ステファニー・L・シャンクスは共同で執筆した本の中で白人分離主義者が「ホワイトプライド」や「ホワイトパワー」という言葉を多用していると述べた。キャロル・M・スウェインとラッセルは、「ホワイトプライド」について1990年代の段階では比較的新しい現象であり、新しい白人の誇り、白人の抗議、それに白人意識の動きはアメリカで始まり発達したと主張している。

## ロゴ
黒地に白でケルト十字、その下に白文字で『WHITE PRIDE WORLD WIDE』。ロゴ付きの旗や服などはネット販売もされている。